# Колоні (селище, Нью-Йорк)
Колоні (англ. Colonie) — селище (англ. village) в США, в окрузі Олбані штату Нью-Йорк. Населення — 7781 особа (2020).

## Географія
Колоні розташоване за координатами 42°43′15″ пн. ш. 73°49′54″ зх. д. / 42.72083° пн. ш. 73.83167° зх. д. (42.720873, -73.831736).  За даними Бюро перепису населення США в 2010 році селище мало площу 8,40 км², з яких 8,40 км² — суходіл та 0,01 км² — водойми.

## Демографія
Згідно з переписом 2010 року, у селищі мешкали 7793 особи в 3225 домогосподарствах у складі 2203 родин. Густота населення становила 927 осіб/км².  Було 3332 помешкання (396/км²).
Расовий склад населення:
| - 86,7 % — білих - 6,5 % — азіатів - 4,6 % — чорних або афроамериканців - 0,1 % — корінних американців |

До двох чи більше рас належало 1,7 %. Частка іспаномовних становила 2,6 % від усіх жителів.
За віковим діапазоном населення розподілялося таким чином: 19,7 % — особи молодші 18 років, 63,0 % — особи у віці 18—64 років, 17,3 % — особи у віці 65 років та старші. Медіана віку мешканця становила 44,2 року. На 100 осіб жіночої статі у селищі припадало 91,4 чоловіків;  на 100 жінок у віці від 18 років та старших — 87,9 чоловіків також старших 18 років.
Середній дохід на одне домашнє господарство  становив 80 270 доларів США (медіана — 78 263), а середній дохід на одну сім'ю — 91 679 доларів (медіана — 89 050). Медіана доходів становила 52 004 долари для чоловіків та 42 462 долари для жінок. За межею бідності перебувало 4,6 % осіб, у тому числі 8,1 % дітей у віці до 18 років та 0,5 % осіб у віці 65 років та старших.
Цивільне працевлаштоване населення становило 4330 осіб. Основні галузі зайнятості: освіта, охорона здоров'я та соціальна допомога — 20,4 %, роздрібна торгівля — 15,9 %, публічна адміністрація — 13,4 %, науковці, спеціалісти, менеджери — 12,4 %.